# Australian Women's Hardcourt
L'Australian Women's Hardcourt è un torneo di tennis femminile che si è disputato a Gold Coast, in Australia dal 1997 al 2008. Dal 2009 si è unito al Torneo di Adelaide (conosciuto in passato come South Australian Open), ed è stato spostato a Brisbane.

## Albo d'oro

### Singolare
| Anno | Vincitrice         | Finalista              | Punteggio        |
| ---- | ------------------ | ---------------------- | ---------------- |
| 1997 | Elena Lichovceva   | Ai Sugiyama            | 3–6, 7–6(7), 6–3 |
| 1998 | Ai Sugiyama (1)    | María Vento-Kabchi     | 7–5, 6–0         |
| 1999 | Patty Schnyder (1) | Mary Pierce            | 4–6, 7–6(5), 6–2 |
| 2000 | Silvija Talaja     | Conchita Martínez      | 6–1, 3–6, 6–0    |
| 2001 | Justine Henin      | Silvia Farina Elia     | 7–6(5), 6–4      |
| 2002 | Venus Williams     | Justine Henin          | 7–5, 6–2         |
| 2003 | Nathalie Dechy     | Marie-Gaïané Mikaelian | 6–3, 3–6, 6–3    |
| 2004 | Ai Sugiyama (2)    | Nadia Petrova          | 1–6, 6–1, 6–4    |
| 2005 | Patty Schnyder (2) | Samantha Stosur        | 1–6, 6–3, 7–5    |
| 2006 | Lucie Šafářová     | Flavia Pennetta        | 6–3, 6–4         |
| 2007 | Dinara Safina      | Martina Hingis         | 6–3, 3–6, 7–5    |
| 2008 | Li Na              | Viktoryja Azaranka     | 4–6, 6–3, 6–4    |

### Doppio
| Anno | Vincitrici                                  | Finaliste                              | Punteggio     |
| ---- | ------------------------------------------- | -------------------------------------- | ------------- |
| 1997 | Naoko Kijimuta Nana Miyagi                  | Ruxandra Dragomir Silvia Farina Elia   | 7–6, 6–1      |
| 1998 | Elena Lichovceva (1) Ai Sugiyama            | Park Sung-hee Wang Shi-ting            | 1–6, 6–3, 6–4 |
| 1999 | Corina Morariu Larisa Neiland               | Kristine Kunce Irina Spîrlea           | 6–3, 6–3      |
| 2000 | Julie Halard-Decugis Anna Kurnikova         | Sabine Appelmans Rita Grande           | 6–3, 6–0      |
| 2001 | Giulia Casoni Janette Husárová              | Katie Schlukebir Meghann Shaughnessy   | 7–6(9), 7–5   |
| 2002 | Justine Henin Meghann Shaughnessy (1)       | Åsa Svensson Miriam Oremans            | 6–1, 7–6(6)   |
| 2003 | Svetlana Kuznecova (1) Martina Navrátilová  | Nathalie Dechy Émilie Loit             | 6–4, 6–4      |
| 2004 | Svetlana Kuznecova (2) Elena Lichovceva (2) | Liezel Huber Katerina Maleeva          | 6–3, 6–4      |
| 2005 | Elena Lichovceva (3) Magdalena Maleeva      | Maria Elena Camerin Silvia Farina Elia | 6–3, 5–7, 6–1 |
| 2006 | Dinara Safina (1) Meghann Shaughnessy (2)   | Cara Black Rennae Stubbs               | 6–2, 6–3      |
| 2007 | Dinara Safina (2) Katarina Srebotnik        | Iveta Benešová Galina Voskoboeva       | 6–3, 6–4      |
| 2008 | Dinara Safina (3) Ágnes Szávay              | Zi Yan Jie Zheng                       | 6–1, 6–2      |